# North Caicos
North Caicos is een eiland in het Caribisch gebied en onderdeel van de Caicoseilandengroep. Het eiland telt circa 1895 inwoners.
Het wordt in het oosten gescheiden van Middle Caicos door Juniper Hole, een smalle waterdoorgang.
De hoofdplaats is Bottle Creek met ongeveer 950 inwoners.